# بريتاني إيشيباشي
بريتاني إيشيباشي (بالإنجليزية: Brittany Ishibashi)‏ هي ممثلة أمريكية، ولدت في 2 نوفمبر 1980 بأورانج في الولايات المتحدة.

## أعمال

### أفلام
- (2016)  الخروج من الظلال[5][6][7][8]
- (2017) رومان جي إسرائيل

### مسلسلات
- آنجل
- سلاحف النينجا
- فيرونيكا مارس
- كاسل
- هاوس

## وصلات خارجية
- بريتاني إيشيباشي على موقع IMDb (الإنجليزية)
- بريتاني إيشيباشي على موقع ألو سيني (الفرنسية)
- بريتاني إيشيباشي على موقع ميوزك برينز (الإنجليزية)
- بريتاني إيشيباشي على موقع أول موفي (الإنجليزية)
- بريتاني إيشيباشي على موقع قاعدة بيانات الفيلم (الإنجليزية)
- بريتاني إيشيباشي على موقع كينوبويسك (الروسية)